# 小魔女諾貝塔
《小魔女諾貝塔》（Little Witch Nobeta）是由台灣Pupuya Games開發、希萌創意協力、傑仕登發行的3D動作射擊遊戲。2020年6月24日在Steam平台以搶先體驗模式（early access）推出Microsoft Windows版本；於2022年9月29日推出正式版。

## 遊戲內容
玩家遊玩時需操作女主角諾貝塔在古堡中探險，在遭遇遊戲中的敵人「生魂」時須使用近戰、翻滾閃躲以及搭配祕法、水、火、雷等元素魔法進行遠程射擊或絕招攻擊，同時玩家也可以在遊戲中尋找隱蔽的捷徑。該遊戲為《黑暗靈魂》的致敬作品，因此遊戲玩法上也有著《黑暗靈魂》的玩法元素，例如：劈砍、精力值以及翻滾閃躲等。
劇情在描述女主角諾貝塔為了瞭解自己的身世之謎而來到古堡探險，並在那邊挑戰了許多生魂，學習到各類的魔法與能力，同時也遇上了充滿謎團的小黑貓，究竟這座古堡到底隱藏著甚麼樣的秘密。

## 開發與發行
該遊戲於2017年6月開始製作，前期主要由Pupuya一人獨力開發，期間也在網路上釋出試玩版讓玩家體驗部分內容並回饋意見。之後開始與希萌創意進行合作，由希萌創意提供2D美術設定資料、遊戲音樂作曲、預告影像製作、世界觀梳理、翻譯支援、對外法務以及網路社群經營等完整事項。遊戲以小魔女作為主題源於開發者喜愛中世紀中的劍與魔法設定背景；而女主角諾貝塔的名字則是由編劇命名，經開發者描述，此名似乎是由編劇參考外國新生兒命名網站所取。遊戲本有意製作潛行系統或是能夠增加能力的裝備飾品以及光、暗屬性和近戰用的魔法招式。遊戲音樂則由3R2和Oli Jan製作。
2020年6月24日，遊戲以搶先體驗形式在Steam平台推出，遊戲內容尚未完全製作完成，預定日後更新補完。遊戲推出第一周銷量便超過5萬份，其中超過一半的銷量來自日本地區。2021年6月17日，體驗版全球累積銷量達20萬份。
2021年10月1日，在東京電玩展2021 Online宣布遊戲正式版預計將於2022年推出，同時釋出新宣傳影片、以及採用hololive旗下Vtuber配音等情報。

## 登場人物
諾貝塔（Nobeta，聲：小原好美）
本作的主角。為了解開自己的身世之謎，獨自來到了生魂遊蕩的古堡。
小黑貓（聲：小原好美）
在古堡中遇到的黑貓，引導著諾貝塔前往「王座」的道路。
塔妮亞（Tania，聲：尾丸波爾卡）
喜愛緞帶的生魂人偶。
莫妮卡（Monica，聲：白上吹雪）
懷抱玩偶的生魂人偶。
凡妮莎（Vanessa，聲：白銀諾艾爾）
王座的生魂人偶。

## 出版書籍

### 小說
| 東立出版社     | 東立出版社                           |
| 發售日期       | ISBN                                 |
| -------------- | ------------------------------------ |
| 2022年11月24日 | ISBN 978-626-347-384-3（首刷限定版） |

小魔女諾貝塔外傳小說 ～塔妮亞的追憶之詩～
| 東立出版社    | 東立出版社                       |
| 發售日期      | ISBN                             |
| ------------- | -------------------------------- |
| 2022年2月10日 | ISBN 9789572683248               |
| 2022年2月10日 | ISBN 9789572683255（首刷限定版） |

## 外部連結
- 官方网站
- Twitter
  - 小魔女諾貝塔的X（前Twitter）（中文）
  - 小魔女諾貝塔的X（前Twitter）（日語）
  - 小魔女諾貝塔的X（前Twitter）（英文）